# Gbatari
Gbatari, également appelé Goatéré, est une commune rurale située dans le département de Koti de la province de Tuy dans la région des Hauts-Bassins au Burkina Faso.

## Santé et éducation
Le centre de soins le plus proche de Gbatari est le centre de santé et de promotion sociale (CSPS) de Koti.